# 神戸土木建築労働組合
神戸土木建築労働組合（こうべどぼくけんちくろうどうくみあい、略称：神戸土建組合（こうべどけんくみあい））は、兵庫県下に住んでいる、または勤めている建設事業主・職人・一人親方のための労働組合である。

## 概要
- 名称：神戸土木建築労働組合
- 本部：兵庫県神戸市灘区岸地通5丁目1番14号
- 組合員数：約1,300人
- 兵庫県建設国保組合支所
- 労災保険（一人親方労災・事業主労災）・雇用保険の取り扱い（労働保険事務組合）
- 建設業退職金共済制度の取り扱い
- 建設業許可申請のアドバイス

## 歴史
- 1955年5月14日に、組合員171人でスタートする。甲南土木建築労働組合から独立した。

## 上部団体
- 全国建設労働組合総連合（全建総連）
- 全建総連関西地方協議会
- （兵庫県建設労働組合連合会）（兵庫県建設国保組合）＜加盟組合＞（阪神土建労働組合）（甲南土木建築労働組合）（神戸土木建築労働組合）（兵庫県土建一般労働組合）（東播建設労働組合）